# Réservoir d'Argazi
Le réservoir d'Argazi (en russe : Аргазинское водохранилище, Argazinskoïe vodokhranilichtche) est un lac de retenue de Russie, créé en 1946 sur la rivière Miass, un affluent de la  Tobol.

## Présentation
Le réservoir d'Argazi se trouve dans l'oblast de Tcheliabinsk, dans l'Oural. Le lac Argazi est devenu une partie du réservoir d'Argazi. Le réservoir a une superficie de 102 km2 et un volume d'eau de 0,65 km3. Sa longueur est de 11 km et sa profondeur moyenne de 6,5 m. Le réservoir d'Argazi a été créé pour la production d'électricité et l'approvisionnement en eau. Tcheliabinsk est principalement approvisionnée en eau par ce réservoir. Il permet également de réguler le débit de la Miass.
La centrale hydroélectrique d'Argazi (en russe : Аргазинская ГЭС), mise en service en 1946, n'est pas actuellement exploitée. Elle a une capacité de 1,35 MW.
La ville de Karabach se trouve au nord-ouest du réservoir.